# Henry Hudson Bridge
De Henry Hudson Bridge is een stalen tolbrug in New York tussen Bronx en het noordeinde van Manhattan.

## Geschiedenis
Reeds in 1930 plande Robert Moses de Henry Hudson Parkway, die van de westzijde van Manhattan naar de Bronx-Westchesterline moest leiden. De bouw werd aangevat in juni 1935 en voltooid op 12 december 1936. In juli 1938 werd dan de bovenste rijbaan aangesloten. In 1940 fusioneerde de Henry Hudson Parkway Authority met de Triborough Bridge and Tunnel Authority.

## Constructie

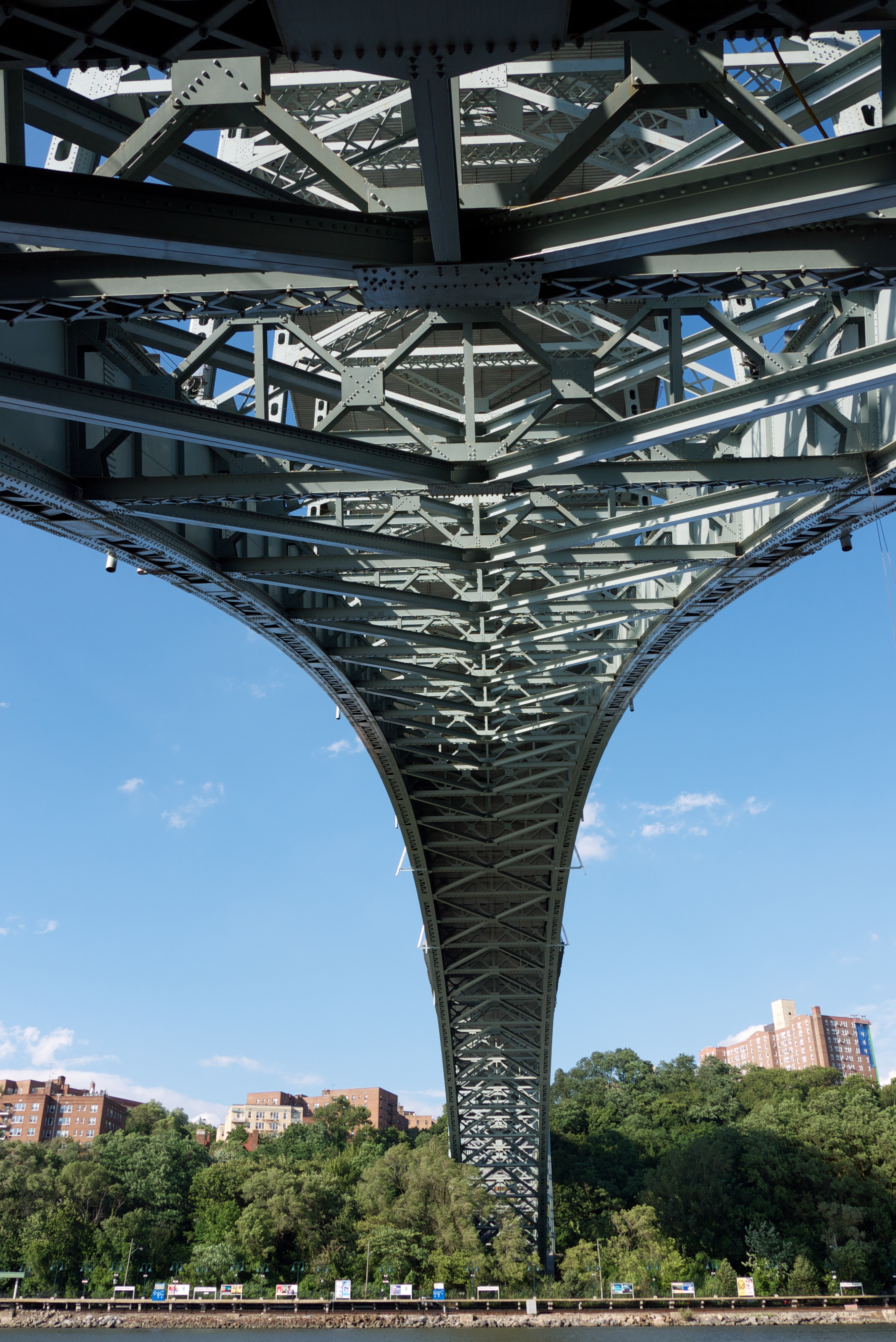
onderkant Henry Hudson Brige

De Brug werd door David B. Steinman ontworpen. Zij heeft twee rijbaanniveaus, met samen zeven rijstroken en een voetgangersweg. De bovenste rijbaan dient voor het verkeer richting Bronx, de onderste richting Manhattan. De Henry Hudson Bridge overspant met 256 meter (spanwijdte) op 44 meter hoogte de Spuyten Duyvil Creek en verbindt zo Manhattan en Bronx. Zij is een deel van de Henry Hudson Parkway en wordt aangegeven als New York State Route 9A.
Bij haar opening in 1936 was zij met een overspanning van 256 m de langste boogbrug ter wereld.

## Galerij

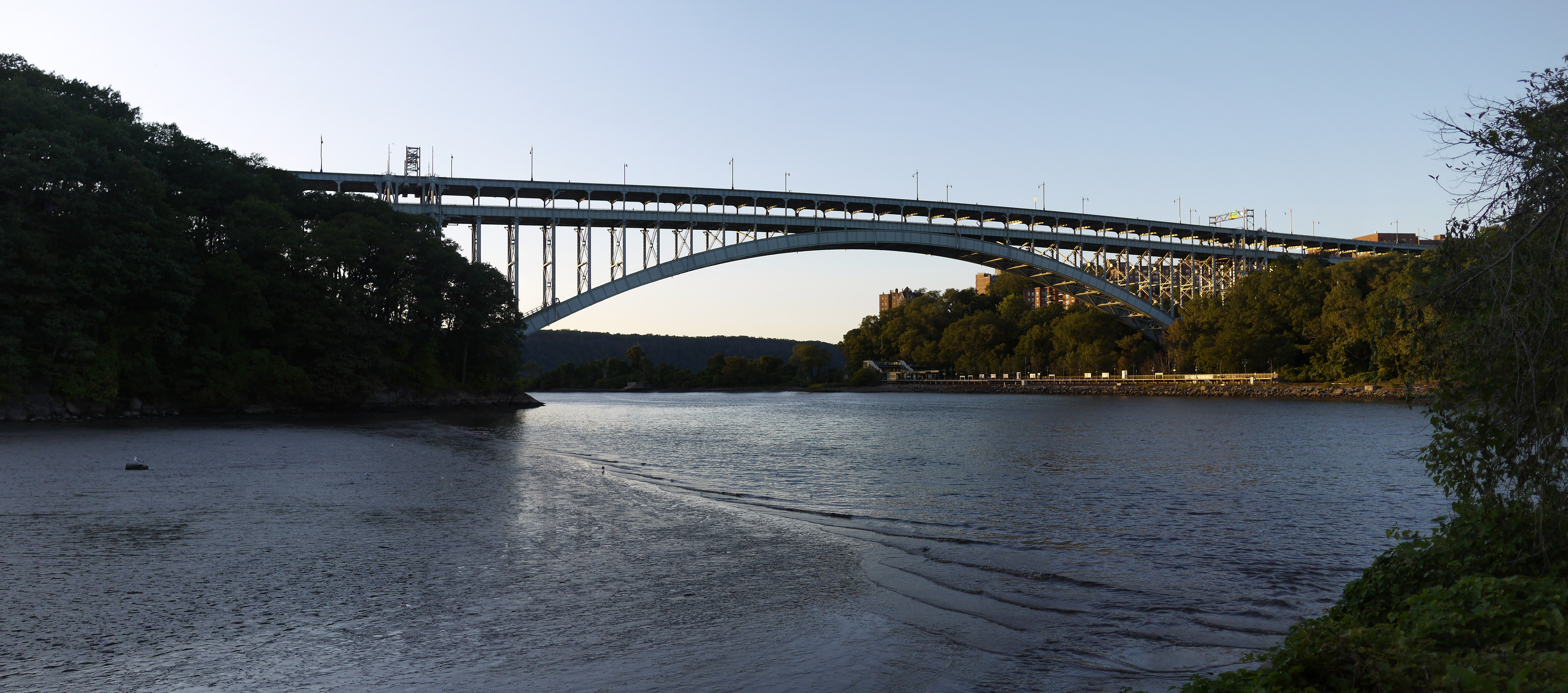